# Claudine Mazéas
Pour les articles homonymes, voir Mazéas.
Claudine Mazéas, née le 28 septembre 1926 à Guingamp et morte le 19 janvier 2018 à Pabu (Trégor), est une personnalité française de la culture bretonne, à l'origine de nombreux collectages de chants.
Son travail permet de faire connaître des gwerz emblématiques du chant breton, et influence celui de chanteurs tels que Alan Stivell, Anne Auffret, Denez Prigent ou Yann-Fañch Kemener.

## Biographie

### La découverte de la culture bretonne en temps de guerre
Claudine Mazéas est née dans l'entre-deux-guerres dans une famille bourgeoise de Roscoff. Son père, Goulven Mazéas, léonard et anti-militariste, est un des fondateurs du Groupe régionaliste breton, de la revue Breiz Atao en 1919, puis membre actif du Parti autonomiste breton. Sa mère, Denise Weill, est une artiste juive alsacienne,.
Elle apprend le breton auprès de Maodez Glanndour, puis, pendant la Seconde Guerre mondiale, à Rennes, à l'Institut celtique de Roparz Hemon.
Dénoncée, sa mère doit porter l'étoile jaune. Du fait de l'Occupation et afin de la protéger, son père lui fait fréquenter les camps de jeunes des bagadoù stourm, pourtant à l'opposé politique des idées de ce dernier ; Maodez Glanndour la baptise. Au camp d'été de Gouézec, elle apprend à jouer de la cornemuse. Polig Monjarret cache Claudine et son frère Daniel, d'abord dans l'atelier de son père, puis dans le local des scouts inutilisé en ce temps de guerre. Mais Goulven Mazéas n'admet pas d'avoir à se cacher et demande à ses enfants de revenir à la maison.
Le 22 décembre 1943, dénoncés, Claudine Mazéas, sa mère, sa grand-mère et son frère sont arrêtés et conduits jusqu'à la prison de Guingamp, internés à Saint-Brieuc puis transférés à Drancy. Claudine Mazéas en gardera quelques séquelles du fait d'une pneumonie et de malnutrition. Leur père use de ses connaissances, notamment de ses liens avec Roparz Hemon et avec un ancien autonomiste alsacien présent sur le camp, pour les faire sortir en janvier 1944. Goulven Mazéas les rejoint et tous se cachent en région parisienne.
Après-guerre, elle suit des études aux Beaux-Arts de Rennes puis retourne vivre à Roscoff. En 1953, elle rencontre par hasard sur le port René-Yves Creston, alors en mission pour le Musée national des Arts et Traditions Populaires. Il lui proposent d'accompagner le groupe de chercheurs parisiens (Claudie Marcel-Dubois, Maguy Andral) sur l'île-de-Batz pour réaliser des croquis de mobilier et assister aux enregistrements des chansons. Fascinée par les traditions qu'elle découvre, elle commence alors à promouvoir la culture bretonne.

### Le temps des collectes
Elle se familiarise avec le matériel d'enregistrement et observe la manière de questionner les chanteurs dans les camps Ar Falz. Elle y remarque aussi l'effervescence autour de la matière bretonne, par exemple lors de l'enregistrement du disque Fest-noz à Glomel en 1957. La famille Mazéas s'étant installée à Guingamp entre-temps, Claudine Mazéas découvre la richesse musicale du Centre-Bretagne tout proche. Les sonneurs Étienne Rivoallan et Georges Cadoudal l'informent des veillées ou fest-noz auxquels se rendre et lui servent d'intermédiaire dans ses collectages auprès des chanteurs de Haute-Cornouaille.
1957 est l'année de sa première séance de collectage, auprès d'une chanteuse voisine, Julienne Juguet du Faouët (Morbihan), avec un magnétophone prêté. Elle rencontre ensuite « Mme Bertrand » de Canihuel auprès de qui elle effectue de nombreux collectages de gwerz, dont la gwerz Skolvan, puis Mme Le Roux de La Trinité-Langonnet (Morbihan).
À la fin des années 1950, le laboratoire d'anthropologie de l'Université de Rennes lui propose de collaborer avec le centre de recherche en ethnologie musicale. Pierre-Roland Giot et René-Yves Creston, membres du laboratoire, l'aident dans ses premiers collectages sur l'île-de-Batz, en Trégor et en Haute-Cornouaille. Le Musée de l'Homme s'associe alors à ses recherches. Elle a ainsi pu rencontrer nombreux grands chanteurs parmi les derniers à avoir été entièrement imprégnés de la société traditionnelle : Mme Bertrand, Jean Poder et Jean-Marie Youdec, les familles Dirou et Morvan, Denis Le Guen, Mme Garlan...

### Une volonté de diffusion
Parallèlement au travail de terrain, elle participe à l'élaboration de disques sur la Bretagne : avec la maison Ducretet-Thomson (Rivoallan/Cadoudal, Le Penven), avec Ricordi (En passant par la Bretagne réalisé avec Georges Cadoudal et enregistré en 1961 en hommage à Étienne Rivoallan), puis Arion (collection dirigée par Ariane Ségal).
Claudine Mazéas est prête à donner ses enregistrements à l'Université d'Édimbourg pour finalement les confier à Dastum après que Patrick Malrieu soit allé lui expliquer le but et le rôle de l'association. Dastum réalise des albums à partir de ses enregistrements, tel que la collection Grands interprètes de Bretagne (Marie-Josèphe Bertrand, chanteuse du Centre-Bretagne en 2008, Les Sœurs Goadec, chanteuses du Centre-Bretagne en 2012...). Les recopies de ces enregistrements ont contribué à conforter et développer les vocations musicales et ethnologiques de jeunes chanteurs à cette époque, comme Erik Marchand et Yann-Fañch Kemener,.
Elle influence Alan Stivell à qui elle fait découvrir la cantate Penn ar bed de Jef Le Penven, Denez Prigent, à qui elle fait rencontrer Michel Ghesquière, ou Yann-Fañch Kemener à qui elle fait notamment découvrir les collectages du XIXe siècle (Luzel et de La Villemarqué) et lui présente Ariane Ségal qui l'aidera à enregistrer son premier disque. Son disque Chants profonds et sacrés de Bretagne contient ainsi une présentation par Claudine Mazéas.
Éclectique dans ses intérêts musicaux, elle montre son intérêt pour les cantiques bretons et aide Anne Auffret, en la mettant en relation avec les disques Velia chez qui elle enregistre son premier album. Claudine Mazéas intègre le chœur Renaissance de l'Ensemble Arezzo et met en relation le chœur avec des groupes et des instrumentistes (tel Bernard Pichard). Elle favorise également les contacts avec des structures faisant de la musique ancienne ou classique (Froment Meurice...) et se produisant dans la région de Saint-Brieuc et du Trégor. Pendant plusieurs années, elle travaille également à la maison de la Culture, à Rennes, où elle organise, grâce à ses connaissances musicales et son réseau de relations, des événements musicaux divers.
Après la mort de ses parents, elle quitte Guingamp pour s'installer à Pabu. En 2002, elle s'oppose à la transformation de la prison de Guingamp en maison des associations, souhaitant y voir aménagé un lieu de mémoire.
En 2006, elle reçoit le collier de l'Ordre de l'Hermine, à Ploemeur, en présence du président de la région administrative, Jean-Yves Le Drian.
Elle décède le 19 janvier 2018, à 91 ans, dans la résidence Ty Nevez à Pabu,.

### Documentaire
- BZH, des bretons, des Bretagnes, film d'Olivier Bourbeillon et Marie Hélia, 1997, 90 min (Lazennec Bretagne / TF1)